# Jerry 8¾
Jerry 8¾ (The Patsy) è un film del 1964 diretto e interpretato da Jerry Lewis. Uscì nelle sale statunitensi il 12 agosto 1964 distribuito dalla Paramount Pictures.
Il film contiene cammei di svariati personaggi famosi dell'Hollywood dell'epoca, tra i quali George Raft, Hedda Hopper, Ed Sullivan, Ed Wynn, Mel Tormé, Rhonda Fleming, Scatman Crothers, Billy Beck, Hans Conried, Richard Deacon, Del Moore, Neil Hamilton, Buddy Lester, Nancy Kulp, Norman Alden, Jack Albertson, Richard Bakalyan, Jerry Dunphy, Kathleen Freeman, Norman Leavitt, Eddie Ryder, e Fritz Feld. In aggiunta, Bill Richmond, che co-scrisse la sceneggiatura insieme a Lewis, ha un'apparizione nel film nel ruolo del pianista. Il film è l'ultimo dove appare, nella parte di Morgan Heywood, Peter Lorre il quale morirà poco dopo la fine del film, prima della sua uscita nei cinema.

## Trama
Un famoso comico muore in un incidente aereo e il suo staff, preoccupato di restare senza occupazione, decide di trovare qualcuno per rimpiazzarlo. Stanley Belt è il fattorino dell'hotel dove alloggia il gruppo e così gli agenti decidono che sarà lui la prossima superstar.
Nonostante Stanley non abbia evidentemente nessun talento comico, i suoi nuovi manager usano la loro influenza per spalancargli le porte dello star system, facendogli fare anche un'apparizione al prestigioso Ed Sullivan Show. Comunque, appare sempre più chiaramente che Stanley non avrà mai nessuna possibilità di sfondare nel mondo dello spettacolo e i suoi agenti decidono di scaricarlo proprio prima che si esibisca. Però, una dei manager, Ellen si è innamorata di Stanley e decide di restare al suo fianco.
Stanley ha successo nello show, e il resto del management lo prega di ritornare con loro, e Stanley magnanimamente acconsente.

## Produzione
Il titolo provvisorio del film durante la lavorazione era Son of Bellboy, poiché era originariamente stato concepito come il seguito di Ragazzo tuttofare (The Bellboy). Infatti, il personaggio di Lewis in entrambi i film si chiama Stanley. Le riprese si svolsero dal 6 gennaio al 28 febbraio 1964.

## Distribuzione
Il titolo italiano del film, che rimanda al celebre 8½ di Federico Fellini (uscito l'anno prima), non ha nessuna attinenza con la trama del film o con il titolo originale americano (The Patsy) della pellicola stessa. I distributori italiani vollero presentarlo come una parodia del film di Fellini, cosa che assolutamente non era. Venne in seguito distribuito per il mercato home video col titolo Jerry 8 e 3/4.